# ほっとニュース845
『ほっとニュース845』（ほっとにゅーすはちよんご）は、2014年4月からNHK札幌放送局の制作により北海道内のNHK総合テレビジョンで平日夜に放送されている『NHKニュース』の北海道ローカルニュース番組。『ニュース845』枠で放送される。

## 概要
主に北海道内のニュース・気象情報を放送している。2014年3月まで放送していた『ニュース北海道845』をリニューアルして放送している。
函館・旭川・帯広・釧路・北見・室蘭の各放送局も自局時間帯の放送は一切行わず、全編札幌局からの放送となっている。

## 放送時間
月曜日 - 金曜日　20:45 - 21:00（JST）
- 土日・祝日・年末年始は20:55 - 21:00（土曜日は20:50 - 20:55）に『NHKニュース』（番組表上の表記タイトルは『ニュース・気象情報（北海道）』）として道内ニュース・気象情報を放送する[1]（12月31日〈『NHK紅白歌合戦』を放送のため〉を除く）。
- また、平日であってもオリンピックやサッカー・FIFAワールドカップをはじめとするスポーツ中継[2]などによる特別編成が組まれる場合は休止となるか、『NHKニュース』（番組表上の表記タイトルは『ニュース・気象情報（北海道）』）に改題の上、時間を短縮して放送する[3]。

## タイムテーブル
- 20:45 - 20:57頃 北海道のニュース
- 20:57頃 - 21:00 北海道の気象情報[4][5]

## キャスター
- 原則としてNHK札幌放送局のアナウンサーが交替で担当する。
  - ただし、『ほっとニュース北海道』メインキャスターの神門光太朗・飯尾夏帆が担当することは基本ない（前任の是永千恵、瀬田宙大、佐藤龍文も『ほっとニュース北海道』出演時に不定期で担当することがあった。また、かつて『ほっとニュース北海道』の前身番組『ネットワークニュース北海道』で男性メインキャスターを務めていた登坂淳一（現：フリーアナウンサー）は『ネットワークニュース845』時代に週1回程度の頻度で担当することがあった）。その一方で、『NHKニュースおはよう北海道』キャスターの高橋秀和・松本真季・関根太朗・曽根優・は同番組非番時に担当する場合がある。
  - 2025年度からは、木曜にNHK札幌放送局の契約キャスターである江連すみれ・福光瞳が出演する場合がある。